# Толенджі
Толенджі (груз. თოლენჯი) — село в Грузії.
За даними перепису населення 2014 року в селі проживає 208 осіб.